# Zéro d'une fonction holomorphe
En analyse complexe, on appelle zéro d'une fonction holomorphe {\displaystyle f} un nombre complexe {\displaystyle a} tel que {\displaystyle f(a)=0}.

## Ordre de multiplicité d'un zéro isolé
Dans toute cette section, {\displaystyle U} désigne un ouvert de ℂ, {\displaystyle f:U\to \mathbb {C} } une fonction holomorphe et {\displaystyle a} (élément de {\displaystyle U}) un zéro de {\displaystyle f}.
Il existe un disque ouvert {\displaystyle \mathrm {D} (a,r)} inclus dans {\displaystyle U} où {\displaystyle f} se développe en série entière (de rayon de convergence au moins égal à {\displaystyle r}) :
{\displaystyle \forall \,z\in \mathrm {D} (a,\,r),\,f(z)=\sum _{k=1}^{+\infty }\alpha _{k}\,(z-a)^{k}} (le terme constant est {\displaystyle \alpha _{0}=f(a)=0} et les autres coefficients sont {\displaystyle \alpha _{k}=f^{(k)}(a)/k!}).
Définition — {\displaystyle a} est un zéro isolé de {\displaystyle f} si c'est un point isolé de l'ensemble des zéros de {\displaystyle f}, c'est-à-dire si, dans un disque de centre {\displaystyle a} et de rayon suffisamment petit, {\displaystyle a} est le seul point où {\displaystyle f} s'annule.
Deux cas (seulement) sont possibles :
- Si pour tout entier {\displaystyle k>0}, {\displaystyle \alpha _{k}=0}, alors

{\displaystyle \forall \,z\in \mathrm {D} (a,\,r),\,f(z)=0} : {\displaystyle f} est identiquement nulle sur {\displaystyle \mathrm {D} (a,r)} ; {\displaystyle a} est donc dans ce cas un zéro non isolé ;
- Dans le cas contraire, soit {\displaystyle n} l'indice du premier coefficient non nul de la série entière ({\displaystyle n\geq 1} et {\displaystyle \alpha _{n}\neq 0}) : on peut écrire

{\displaystyle \forall \,z\in \mathrm {D} (a,\,r),\,f(z)=\sum _{k=n}^{+\infty }\alpha _{k}\,(z-a)^{k}=(z-a)^{n}\,g(z),}
où {\displaystyle g\,:\,\mathrm {D} (a,\,r)\,\to \,\mathbb {C} } est définie par :
{\displaystyle \forall \,z\in \mathrm {D} (a,\,r),\,g(z)=\sum _{\ell =0}^{+\infty }\alpha _{\ell +n}\,(z-a)^{\ell }.}
Cette fonction {\displaystyle g} est analytique et {\displaystyle g(a)=\alpha _{n}} est non nul.
Par continuité de {\displaystyle g} en {\displaystyle a}, il existe un réel strictement positif {\displaystyle r_{1}<r} tel que {\displaystyle g} ne s'annule pas sur {\displaystyle \mathrm {D} (a,r_{1})}.
Finalement, pour tout élément {\displaystyle z} de {\displaystyle \mathrm {D} (a,r_{1})} :
{\displaystyle f(z)=(z-a)^{n}g(z)\quad {\text{et}}\quad g(z)\neq 0.}
On en déduit que {\displaystyle a} est le seul point de {\displaystyle \mathrm {D} (a,r_{1})} où {\displaystyle f} s'annule ; {\displaystyle a} est donc dans ce cas un zéro isolé.
On peut résumer ceci par la définition et le théorème suivants.

### Définition
L'ordre de multiplicité (ou la multiplicité) d'un zéro isolé {\displaystyle a} de {\displaystyle f} est l'unique entier {\displaystyle n>0} tel que :
- pour tout entier naturel {\displaystyle k<n}, {\displaystyle f^{(k)}(a)=0~}

et
- {\displaystyle f^{(n)}(a)\neq 0.}

Lorsque {\displaystyle n=1}, on dit que {\displaystyle a} est un zéro simple.

### Théorème
- {\displaystyle a} est un zéro isolé d'ordre {\displaystyle n} de {\displaystyle f} (si et) seulement s'il existe une fonction holomorphe {\displaystyle g}, définie sur un disque ouvert {\displaystyle \mathrm {D} (a,r)} inclus dans {\displaystyle U}, telle que :
  - {\displaystyle \forall \,z\in \mathrm {D} (a,\,r),\,f(z)=(z-a)^{n}\,g(z)} et
  - {\displaystyle g(a)\neq 0.}
- Principe des zéros isolés : si {\displaystyle a} est un zéro non isolé de {\displaystyle f}, alors il existe un disque ouvert {\displaystyle \mathrm {D} (a,r)} inclus dans {\displaystyle U} sur lequel {\displaystyle f} est nulle.

### Remarque
On définit en algèbre la notion analogue d'ordre de multiplicité d'une racine d'un polynôme non nul, dont celle qui vient d'être définie constitue une généralisation.

### Exemple
Soient {\displaystyle a} un nombre complexe et
{\displaystyle f:\mathbb {C} \to \mathbb {C} ,~z\mapsto \exp(z)-\exp(a)-(z-a)~\exp(a).}
Cette fonction est entière (c'est-à-dire holomorphe sur ℂ) et {\displaystyle a} en est un zéro isolé d'ordre 2.
On vérifie en effet que
{\displaystyle f(a)=f'(a)=0\quad {\text{et}}\quad f''(a)\neq 0.}

## Application
Du principe des zéros isolés on déduit le principe suivant, dont une démonstration est proposée dans l'article Prolongement analytique.

### Principe du prolongement analytique
Soient {\displaystyle U} un ouvert connexe de ℂ et deux fonctions {\displaystyle f_{1},f_{2}} définies et holomorphes sur {\displaystyle U}.
Si l'ensemble {\displaystyle \{z\in U\mid f_{1}(z)=f_{2}(z)\}} possède au moins un point non isolé, alors {\displaystyle f_{1}=f_{2}}.
Ou encore :
s'il existe un élément {\displaystyle a} de {\displaystyle U} et une suite {\displaystyle (z_{n})} d'éléments de {\displaystyle U} distincts de {\displaystyle a}, convergeant vers {\displaystyle a}, tels que pour tout entier {\displaystyle n}, {\displaystyle f_{1}(z_{n})=f_{2}(z_{n})}, alors
{\displaystyle \forall z\in U\quad f_{1}(z)=f_{2}(z)}.

### Exemple
Soit {\displaystyle U} un ouvert connexe de ℂ contenant un intervalle {\displaystyle I} de ℝ non réduit à un point : les points de {\displaystyle I} sont non isolés.
Si les fonctions {\displaystyle f_{1},f_{2}} sont holomorphes sur {\displaystyle U} et coïncident sur {\displaystyle I}, alors elles coïncident sur {\displaystyle U}.
Cela signifie qu'une fonction de {\displaystyle I} dans ℂ admet au plus un prolongement analytique à un ouvert connexe {\displaystyle U} de ℂ contenant {\displaystyle I}.
- Ainsi, la fonction exponentielle complexe est le seul prolongement analytique à ℂ de la fonction exponentielle réelle.
- On suppose connue l'identité {\displaystyle \exp(x+y)=\exp(x)\exp(y)} pour tout couple de réels. On peut l'étendre par prolongement analytique à un couple quelconque de nombres complexes. En effet :
  - Soit {\displaystyle y} un réel quelconque. On définit sur ℂ (ouvert connexe) deux fonctions holomorphes {\displaystyle f_{1},f_{2}} en posant {\displaystyle f_{1}(z)=\exp(z+y)} et {\displaystyle f_{2}(z)=\exp(z)\exp(y)}. Ces deux fonctions coïncident sur ℝ, donc (principe du prolongement analytique) sur ℂ : pour tout complexe {\displaystyle z}, {\displaystyle \exp(z+y)=\exp(z)\exp(y)}, et cela pour tout réel {\displaystyle y} ;
  - Soit {\displaystyle z} un complexe quelconque. On définit sur ℂ (ouvert connexe) deux fonctions holomorphes {\displaystyle f_{3},f_{4}} en posant {\displaystyle f_{3}(u)=\exp(z+u)} et {\displaystyle f_{4}(u)=\exp(z)\exp(u)}. Ces deux fonctions coïncident sur ℝ (d'après le point précédent), donc (principe du prolongement analytique) sur ℂ : pour tout complexe {\displaystyle u}, {\displaystyle \exp(z+u)=\exp(z)\exp(u)}, et cela pour tout complexe z.

### Nombre de zéros
Le principe de l'argument permet de donner le nombre de zéros d'une fonction holomorphe, comptés avec multiplicité, inclus dans un disque.
Si F est holomorphe sur un voisinage d'un disque fermé D tel que F ne s'annule pas sur le bord du disque, la formule suivante donne le nombre de zéros de F, comptés avec multiplicité, dans le disque D :